# Stanley Orme
Stanley Orme, baron Orme (ur. 5 kwietnia 1923 w Sale w hrabstwie Cheshire, zm. 27 kwietnia 2005) – brytyjski polityk, członek partii Pracy, minister w rządzie Jamesa Callaghana.

## Życiorys
Wykształcenie odebrał w technikum, które opuścił w 1938 r. W 1942 r. wstąpił do Królewskich Sił Powietrznych, gdzie został nawigatorem bombowca. Służył w Kanadzie i Egipcie. Został zdemobilizowany w 1947 r. W 1944 r. wstąpił do Partii Pracy. W 1958 r. został członkiem rady okręgu Sale. Dał się tam poznać jako zwolennik niepodległości brytyjskich kolonii i jednostronnego rozbrojenia nuklearnego.
W 1959 r. bez powodzenia wystartował w wyborach parlamentarnych w okręgu Stockport South. Do Izby Gmin dostał się w 1964 r., wygrywając wybory w okręgu Salford West. Okręg ten reprezentował do 1983 r., kiedy to przeniósł się do okręgu Salford East.
Pierwszym rządowym stanowiskiem Orme'a był urząd ministra stanu w departamencie ds. Irlandii Północnej. Orme został nim po wygranych przez Partię Pracy wyborach 1974 r. W marcu 1976 r. objął analogiczne stanowisko w ministerstwie służby socjalnej. We wrześniu 1976 r. został członkiem gabinetu, gdzie zasiadał obok ministra służby socjalnej, Davida Ennalsa. Pozostał na tym stanowisku do wyborczej porażki laburzystów w 1979 r.
W 1980 r. został członkiem gabinetu cieni jako mówca ds. zdrowia i bezpieczeństwa socjalnego. Następnie został opozycyjnym ministrem handlu i przemysłu. W 1987 r. został przewodniczącym klubu parlamentarnego Partii Pracy. Był nim do 1992 r. W 1997 r. zrezygnował z ubiegania się o reelekcję. Został kreowany parem dożywotnim jako baron Orme i zasiadł w Izbie Lordów. Zmarł w 2005 r. Jego ciało zostało poddane kremacji w Durham.
Od 1951 r. był mężem Irene Mary Harris. Małżonkowie nie mieli razem dzieci.